# Aérenchyme

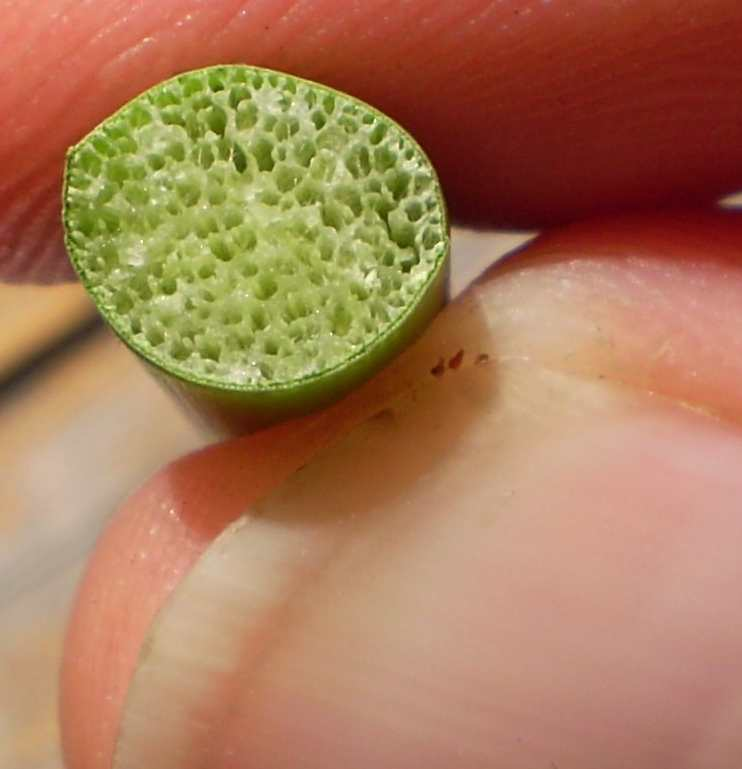
Aérenchyme dans une tige de scirpe glauque. On peut observer une mousse de bulles lorsqu'on appuie sur la tige, signe de la présence d'un réseau gazeux.

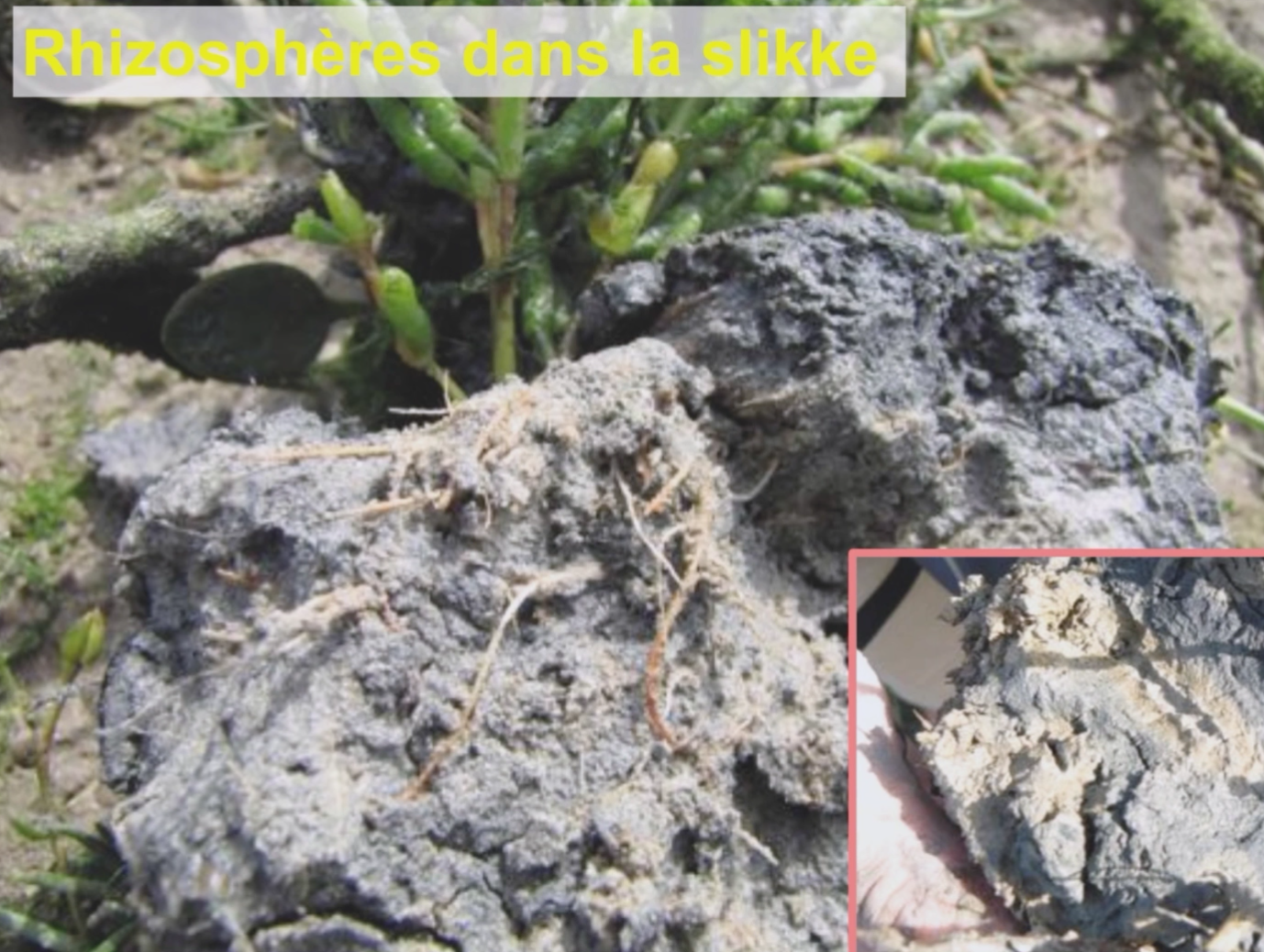
La salicorne qui pousse dans les sols hydromorphes de la slikke, possède un aérenchyme racinaire très développé qui libère de l'oxygène dans la rhizosphère, réduisant ainsi l'anoxie créée par l'eau. Cet environnement permet le développement de bactéries microaérophiles qui consomment la matière organique (parties blanches des racines) et de bactéries oxydant le fer (parties rouille des racines qui révèlent la présence de précipités d'hydroxyde ferrique).

Un aérenchyme (du grec aèr, air et khuma, flux), appelé aussi parenchyme aérifère, est un tissu végétal (parenchyme le plus souvent dans les racines, les feuilles et les tiges de certaines hydrophytes et hygrophytes) à cellules séparées par de vastes méats ou lacunes aérifères (jusqu'à 50 % chez les plantes de marécages contre 5 % chez les plantes de sols bien aérés), contenant des canaux avec de larges cavités qui permettent les échanges gazeux (oxygène, éthylène, méthane…) entre les parties dans et hors de l'eau. Les aérenchymes racinaires et caulinaires ont un rôle de squelette hydrodynamique, de flotteur et de réserve potentielle de gaz nécessaires à la photosynthèse et à la respiration. Cette réserve se constitue par renouvellement des gaz qui se concentrent dans les zones les plus froides (phénomène de thermodiffusion).
En condition favorable, les aérenchymes ont un impact négatif chez les plantes car leur présence réduit le transfert radial d'eau et de nutriments qui se fait essentiellement par les cellules vivantes. Il existe donc un trade-off entre la présence d'aérenchyme et les conditions d'humidité du sol.

## Caractéristiques
Les plantes hygrophiles sont pourvues d'une atmosphère interne particulièrement importante. Cette adaptation à une humidité excessive résulte du développement d'un aérenchyme se substituant au parenchyme lacuneux (réseau gazeux de volumineuses lacunes issues de la mort programmée de cellules). Ce suicide cellulaire dans l'aérenchyme (d'abord schizogène puis lysigène, processus fréquent mais absent chez les Angiospermes basales) est induit par l'éthylène qui stimule les activités cellulasiques. 
Dans les hydrophytes, cet aérenchyme, constitué de larges cavités remplies d'air, procure un chemin de faible résistance pour l'échange de gaz tels que l'oxygène, l'éthylène ou le méthane entre les parties de la plante situées au-dessus et en dessous de l'eau. Les lacunes ont souvent une forme étoilée qui assure aussi un soutien grâce à leur disposition en « clé de voûte ».

## Galerie
| |
| La feuille du rubanier est pourvue d'une atmosphère interne importante grâce à un aérenchyme qui se substitue au parenchyme lacuneux. |

| |
| Racine de lys montrant un cortex développé (parenchyme cortical) caractérisé par de grandes lacunes (aérenchyme) typiques d'une plante vivant dans un milieu humide. |